# Rhizopogonaceae
Rhizopogonaceae is een botanische naam, voor een familie van schimmels in de orde Boletales. Volgens de Index Fungorum [9 maart 2009] bestaat de familie uit de volgende zes geslachten: Fevansia, Hysteromyces, Rhizopogon, Rhopalogaster en Splanchnomyces.